# Tauer
Tauer település Németországban, azon belül Brandenburgban. Lakosainak száma 685 fő (2023. december 31.).

## Népesség
A település népességének változása:
| Lakosok száma | 694  | 695  | 700  | 703  | 685  |
|               | 2017 | 2019 | 2021 | 2022 | 2023 |